# Thạch sương sáo
Sương sáo, thạch đen hay thạch sương sáo là một món tráng miệng được làm từ lá cây sương sáo (thạch đen).

## Giá trị dinh dưỡng
Thạch đen không đường chứa 2,5 gam protein và khoảng 15 gam carbohydrate, trong đó 0,5 gam là từ chất xơ. Thạch đen không có chất béo, vitamin, khoáng chất.

## Chuẩn bị
Thạch sương sáo được làm bằng cách đun sôi thân và lá của cây Platostoma palustre trong vài giờ với một ít tinh bột và sau đó làm lạnh chất lỏng để có độ sệt như thạch. Loại thạch này có thể được cắt thành hình khối hoặc các dạng khác, sau đó trộn với xi-rô để tạo ra đồ uống hoặc món tráng miệng được cho là có đặc tính giải nhiệt, khiến nó thường được ăn khi thời tiết nóng bức. Bản thân thạch có mùi thơm, với tông màu khói , và có màu nâu sẫm mờ, đôi khi được cho là màu đen. Màu thực phẩm đôi khi có thể được thêm vào để làm cho nó đậm hơn.
Việc chuẩn bị các biến thể khác, được gọi là thạch cỏ xanh, không cần quá trình nấu hoặc đun nóng, chỉ cần một hỗn hợp chiết xuất từ lá và nước. Thạch được sản xuất theo cách này đã được mô tả là có hương vị lá trung tính

## Từ nguyên
Tên tiếng Việt cho món này: sương sáo, có lẽ bắt nguồn từ âm tiếng Hoa, vốn viết là 仙草. Âm Hán Việt đọc hai chữ này là tiên thảo, tức "cỏ tiên". Khi du nhập Việt Nam, người Việt có lẽ nghe người Hoa phát âm và gọi theo và tạo ra sương sáo.

## Chế biến
Khai thác như sương sâm, nhưng lá sương sáo chỉ chế biến được sau khi phơi khô. Thân và lá sương sáo được thu hoạch (phơi khô để tồn trữ), xay nát, nấu trong nước, lược và thêm bột (sắn, gạo). Sản phẩm để nguội sẽ đông lại, có màu đen tuyền được ăn với nước đường và tinh dầu (thường là tinh dầu chuối được tổng hợp) hoặc có thể ăn trực tiếp.
Sương sáo được cho là có tính mát, giúp hạ huyết áp, trị cảm mạo, đau khớp.
Sưong sáo thường được trộn với các nguyên liệu khác tạo thành món chè.

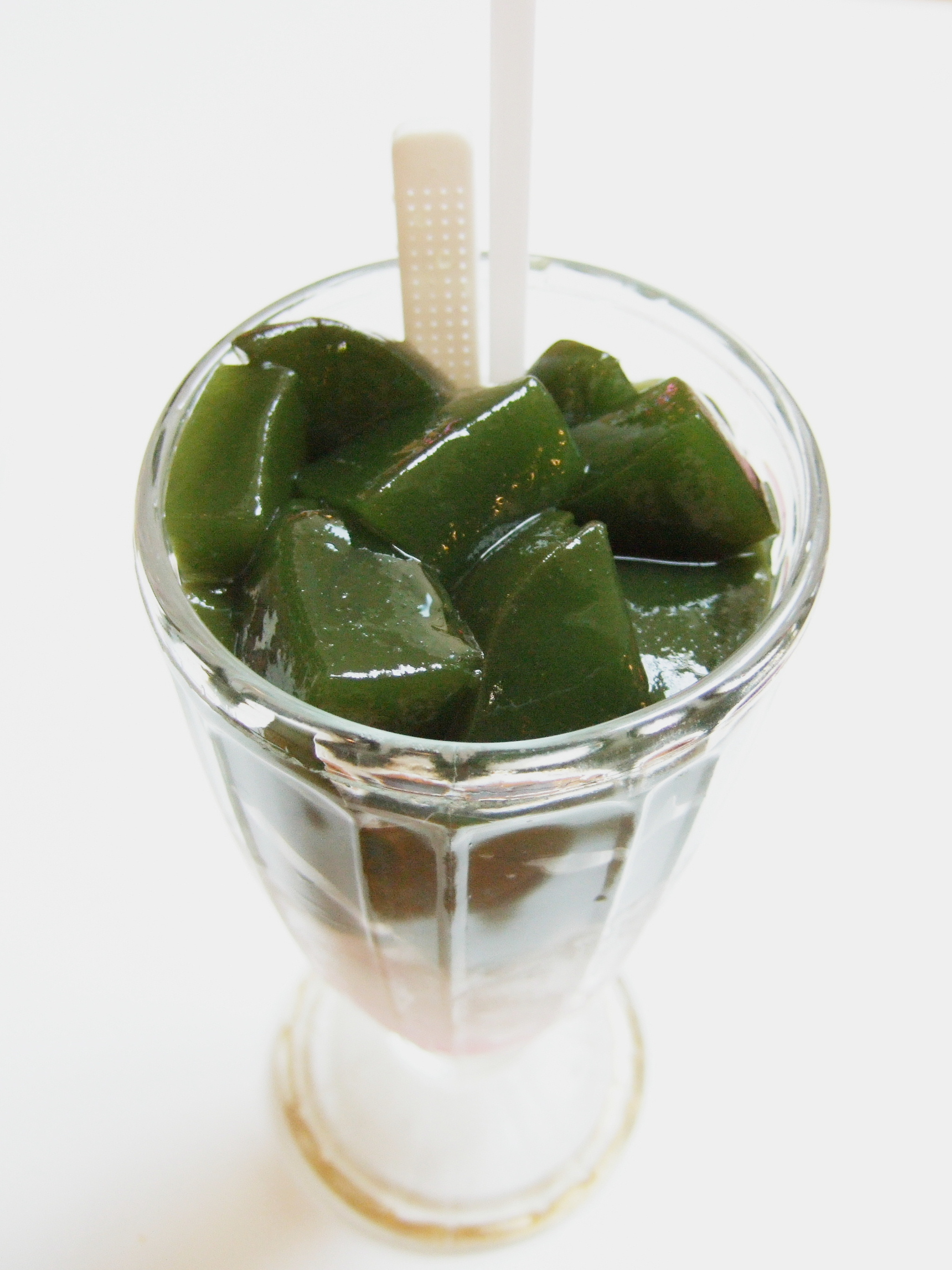
Chè sương sáo xanh